# Meschenich

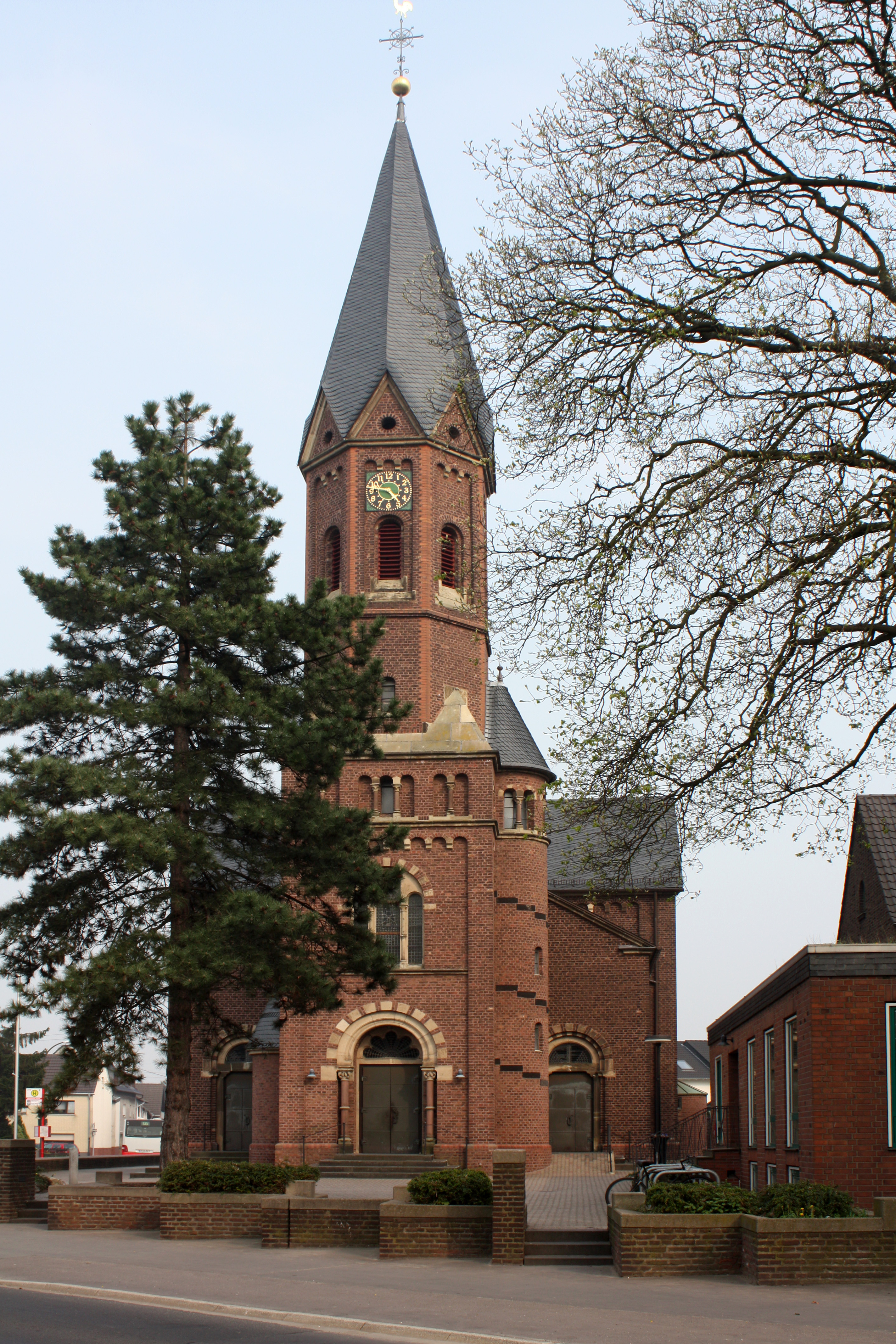
Pfarrkirche St. Blasius

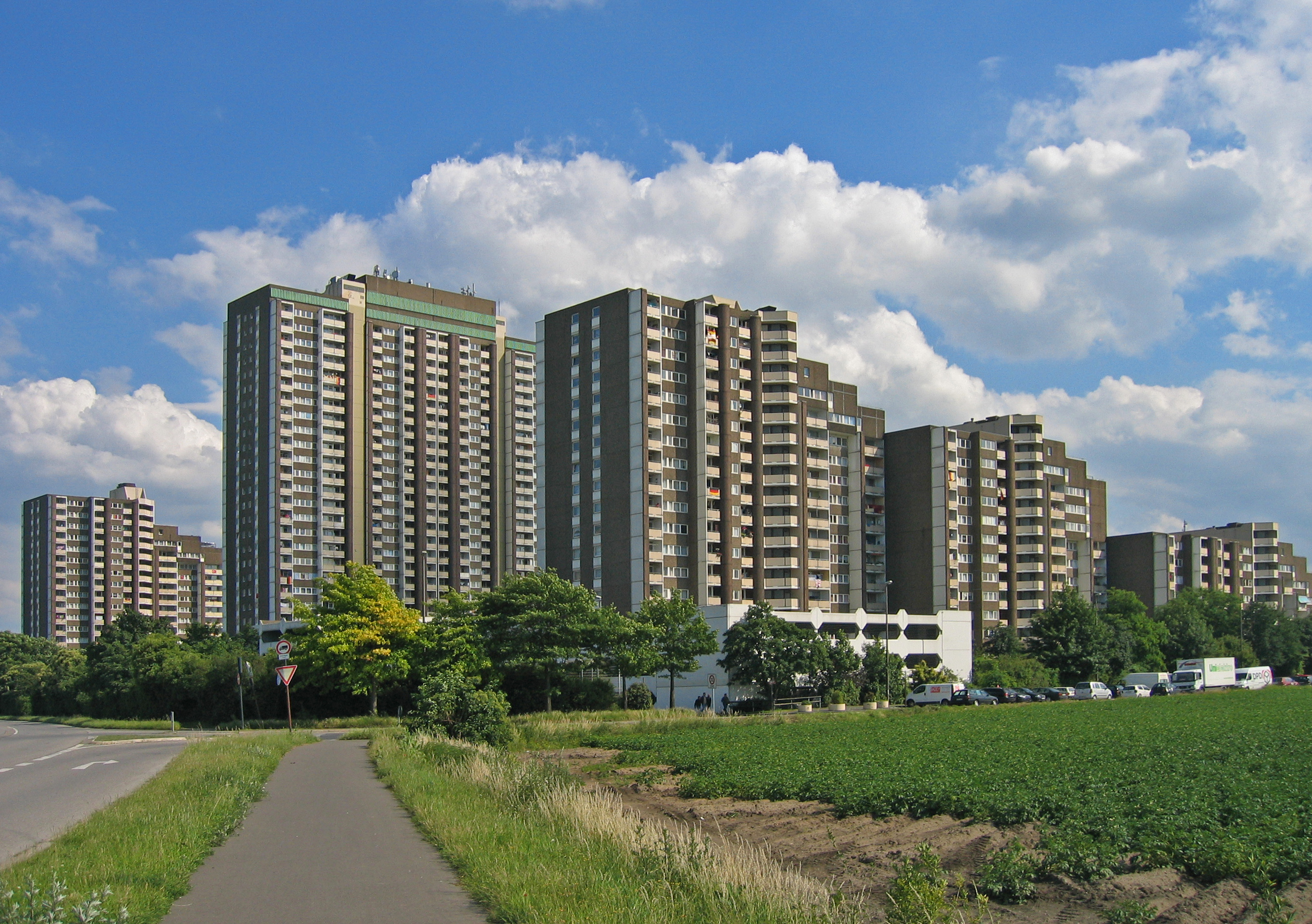
Hochhäuser „auf dem Kölnberg“ in Meschenich

Meschenich ist ein Stadtteil am äußersten Südrand der Stadt Köln und gehört innerhalb dieser zum Stadtbezirk Rodenkirchen.

## Lage
Meschenich grenzt im Norden an den Kölner Stadtteil Rondorf und dessen Siedlung Höningen, im Osten an den Kölner Stadtteil Immendorf, im Süden an die Städte Brühl und Wesseling sowie im Westen an die Stadt Hürth.

## Geschichte
Aus der römischen Zeit gibt es die ersten Zeichen einer Besiedlung. Eine erste urkundliche Erwähnung des Ortes als Meschingen stammt wiederum von 1166.
Im Liber valoris wurde 1274 bereits die romanische Kirche des Ortes erwähnt. Weite Bereiche von Meschenich gehörten seit dem Mittelalter verschiedenen Kölner Kirchen und Klöstern, wie zum Beispiel dem Kloster Sankt Mauritius, dem Stift Sankt Maria im Kapitol, dem Stift Sankt Severin und dem Kloster Benden zu Brühl.
Besiedelt wurde Meschenich entlang der Heeresstraße, wodurch es lange Zeit den Charakter eines typischen Straßendorfes besaß. In der Mitte des 17. Jahrhunderts gab es neben den landwirtschaftlichen Höfen und der Kirche nur 15 weitere Häuser. Erwähnenswert ist der Friedhof Trenkebergstraße mit seinen Steinkreuzen, dem Kriegsehrenmal und zahlreichen teilweise denkmalgeschützten Elementen.
Seit dem Beginn des 19. Jahrhunderts zur damals eigenständigen Gemeinde Rodenkirchen gehörend, erfolgte 1975 die Eingemeindung Meschenichs zur Stadt Köln.
Den Ortsmittelpunkt bildet heute noch die Kirche Sankt Blasius. 1973 wurde die Großwohnsiedlung Auf dem Kölnberg im Norden Meschenichs errichtet, die einen Gegenpol zu der bisherigen Entwicklung und Bebauung des ländlich geprägten Ortes darstellt. Der „Kölnberg“ bildet heute eine Anzahl Häuser mit bis zu 26 Etagen und insgesamt über 1300 Wohneinheiten.

## Bevölkerungsstatistik
Struktur der Bevölkerung von Köln-Meschenich (2021):
- Durchschnittsalter der Bevölkerung: 38,8 Jahre (Kölner Durchschnitt: 42,3 Jahre)
- Ausländeranteil: 43,5 % (Kölner Durchschnitt: 19,3 %)
- Arbeitslosenquote: 17,9 % (Kölner Durchschnitt: 8,6 %)

## Verkehr
Die Autobahn A 553 endet bei Meschenich. Eine ursprünglich geplante Verlängerung bis zur A 4 wurde verworfen. Daher tragen die B 51, die mitten durch Meschenich führt, und die Brühler Tangente L 150/Kerkrader Straße (Querverbindung vom Ende der A 553 zur A 555) die Verkehrslast des von der A 553 nach Köln beziehungsweise zur A 4 fließenden Verkehrs. Aufgrund der damit einhergehenden Belastung für die Anwohner wird im Rahmen der B51 eine Ortsumgehung gebaut, seit April 2018 herrscht Baurecht, am 24. Januar 2020 erfolgte der Spatenstich. Seit 15. April 2025 ist der erste Bauabschnitt (die eigentliche Umgehung) unter Verkehr; der zweite Bauabschnitt (Umbau der Kreuzung zwischen A553/L150/B51n) soll ab 2029 umgebaut und bis 2034 fertiggestellt werden. Im weiteren Verlauf ist eine weitere Verlegung der B51 geplant um die Bundesautobahn 553 über den Autobahnanschluss Köln-Eifeltor mit dem Kölner Autobahnring besser zu verbinden.
Zudem bestehen vier Buslinien, die Meschenich mit dem öffentlichen Personennahverkehr verknüpfen. Das Kölner Stadtzentrum kann mit der Linie 132 über Rondorf, Marienburg und die Südstadt oder auf schnellerem Wege mit der Linie 192 und Umstieg in den Regionalverkehr am Bahnhof Hürth-Kalscheuren erreicht werden. Zudem bestehen Anbindungen nach Rodenkirchen mit der Linie 135 und nach Brühl und Hürth mit der Linie 935.
Außerdem ist geplant, in einer vierten Ausbaustufe der Nord-Süd-Stadtbahn die Stadtbahnlinie 5 über Rondorf bis nach Meschenich zu verlängern.

## Vereine
- 1. Meschenicher Hunnenhorde (Karnevalsgesellschaft)
- SC 1923 Meschenich e. V.[10]
- Kölle United e. V. (Fan-Club des 1. FC Köln)
- KC Tolle Meute (Karnevalsgesellschaft)
- MGV Meschenich 1894 e. V. (Männergesangverein)
- Bürger- und Vereinsgemeinschaft Meschenich e. V.
- Aktiv für Meschenich e. V.